# Gulkindad amazon
Gulkindad amazon (Amazona autumnalis) är en fågel i familjen västpapegojor inom ordningen papegojfåglar.

## Utbredning och systematik
Gulkindad amazon delas in i rvå underarter med följande utbredning:
- Amazona autumnalis autumnalis – östra Mexiko till norra Nicaragua
- Amazona autumnalis salvini – norra Nicaragua till sydvästra Colombia och nordvästra Venezuela

Tidigare har både diademamazon och ecuadoramazon inkluderats i arten.

## Status
IUCN kategoriserar arten som livskraftig.